# Fußball-Ostasienmeisterschaft der Frauen 2013
| Fußball-Ostasienmeisterschaft der Frauen 2013 EAFF Women's East Asian Cup 2013 |                              |
|                                                                                |                              |
| Anzahl Nationen                                                                | 9 (4 Endrundenteilnehmer)    |
| Ostasienmeister                                                                | Nordkorea (1. Titel)         |
| Austragungsort                                                                 | Seoul und Hwaseong, Südkorea |
| Eröffnung                                                                      | 20. Juli 2013                |
| Letztes Spiel                                                                  | 27. Juli 2013                |
| Tore                                                                           | 12                           |
| Torschützenkönigin                                                             | Ho Un-byol (2 Tore)          |
| Beste Spielerin                                                                | Kim Un-ju                    |

Die vierte Fußball-Ostasienmeisterschaft der Frauen, offiziell EAFF Women's East Asian Cup 2013, wurde 2013 in Südkorea ausgetragen. Vier Mannschaften aus dem ostasiatischen Raum qualifizierten sich für die Endrunde. Davon waren Japan, Nordkorea und Südkorea bereits gesetzt. China konnte sich in einem im November 2012 ausgetragenen Qualifikationsturnier als vierte Mannschaft qualifizieren, an dem Australien erstmals teilnahm. In einer Vorqualifikation auf Guam hatte sich hierfür die Mannschaft von Hongkong gegen die Teams aus Guam und den Nördlichen Marianen durchgesetzt.
Die Qualifikationsrunde wurde in einer Gruppenphasen ausgespielt. Der Sieger qualifizierte sich für die Endrunde. Der Ostasienmeister wird ebenfalls durch Gruppenspiele ermittelt.

## Austragungsort
Die Qualifikationsspiele der ersten Runde wurden im Leo Palace Resort in Yona auf Guam ausgetragen. Die Spiele der zweiten Runde wurden im Shenzhen Stadion in Shenzhen in der Volksrepublik China ausgetragen.

## Modus
Jede Mannschaft spielte in der jeweiligen Gruppenphase je einmal gegen jede andere Mannschaft der Gruppe. Ein Sieg wurde mit drei Punkten, ein Unentschieden mit einem Punkt bewertet.
Bei zwei oder mehreren punktgleichen Mannschaften, entschieden folgende Kriterien:
1. bessere Tordifferenz;
2. höhere Anzahl erzielter Tore;
3. höhere Punktzahl aus den Spielen der punkt- und torgleichen Mannschaften untereinander;
4. bessere Tordifferenz aus diesen Spielen;
5. höhere Anzahl erzielter Tore aus diesen Spielen;
6. Losentscheid.

## Turnier

### Erste Qualifikationsrunde
| Pl. | Land               | Sp. | S | U | N | Tore    | Diff. | Punkte |
| --- | ------------------ | --- | - | - | - | ------- | ----- | ------ |
| 1.  | Hongkong           | 2   | 2 | 0 | 0 | 015:300 | +12   | 06     |
| 2.  | Guam               | 2   | 1 | 0 | 1 | 009:400 | +5    | 03     |
| 3.  | Nördliche Marianen | 2   | 0 | 0 | 2 | 000:170 | −17   | 0      |

|                    |   |          |            |
| 17. Juli 2012      |   |          |            |
| Nördliche Marianen | – | Guam     | 0:6 (0:5)  |
| 19. Juli 2012      |   |          |            |
| Nördliche Marianen | – | Hongkong | 0:11 (0:6) |
| 21. Juli 2012      |   |          |            |
| Guam               | – | Hongkong | 3:4 (0:3)  |

| Beste Torschützin    | Wertvollste Spielerin |
| -------------------- | --------------------- |
| Wing Kum NG – 4 Tore | Wei Ki Cheung         |

Hongkong qualifizierte sich für die zweite Qualifikationsrunde.

### Zweite Qualifikationsrunde
| Pl. | Land                | Sp. | S | U | N | Tore    | Diff. | Punkte |
| --- | ------------------- | --- | - | - | - | ------- | ----- | ------ |
| 1.  | Volksrepublik China | 3   | 3 | 0 | 0 | 010:100 | +9    | 09     |
| 2.  | Australien          | 3   | 2 | 0 | 1 | 012:200 | +10   | 06     |
| 3.  | Chinesisch Taipeh   | 3   | 1 | 0 | 2 | 002:100 | −8    | 03     |
| 4.  | Hongkong            | 3   | 0 | 0 | 3 | 001:120 | −11   | 0      |

|                   |   |                |           |
| 20. November 2012 |   |                |           |
| Australien        | – | Chinese Taipei | 7:0 (3:0) |
| China             | – | Hongkong       | 6:0 (1:0) |
| 22. November 2012 |   |                |           |
| Australien        | – | Hongkong       | 4:0 (1:0) |
| Chinese Taipei    | – | China          | 0:2 (0:0) |
| 24. November 2012 |   |                |           |
| China             | – | Australien     | 2:1 (1:1) |
| Chinese Taipei    | – | Hongkong       | 2:1 (0:1) |

| Beste Torschützin     | Wertvollste Spielerin |
| --------------------- | --------------------- |
| Kathryn Gill – 4 Tore | Pu Wei                |

China qualifizierte sich für die Endrunde.

### Endrunde
Die Endrunde fand parallel zum Turnier der Männer statt, wobei die ersten vier Spiele jeweils vor den Spielen der Männer im selben Stadion stattfanden. Im Gegensatz zum Männerturnier standen in den Kadern für das Frauenturnier die derzeit besten verfügbaren Spielerinnen.
| Pl. | Land                | Sp. | S | U | N | Tore    | Diff. | Punkte |
| --- | ------------------- | --- | - | - | - | ------- | ----- | ------ |
| 1.  | Nordkorea           | 3   | 2 | 1 | 0 | 003:100 | +2    | 07     |
| 2.  | Japan               | 3   | 1 | 1 | 1 | 003:200 | +1    | 04     |
| 3.  | Südkorea            | 3   | 1 | 0 | 2 | 004:500 | −1    | 03     |
| 4.  | Volksrepublik China | 3   | 1 | 0 | 2 | 002:400 | −2    | 03     |

|                                                               |   |           |           |
| 20. Juli 2013 um 16:15 Uhr in Seoul (Seoul World Cup Stadium) |   |           |           |
| Japan                                                         | – | China     | 2:0 (1:0) |
| 21. Juli 2013 um 18:15 Uhr in Seoul (Seoul World Cup Stadium) |   |           |           |
| Südkorea                                                      | – | Nordkorea | 1:2 (1:2) |
| 24. Juli 2013 um 17:15 Uhr in Hwaseong (Hwaseong Stadium)     |   |           |           |
| Südkorea                                                      | – | China     | 1:2 (1:1) |
| 25. Juli 2013 um 17:15 Uhr in Hwaseong (Hwaseong Stadium)     |   |           |           |
| Japan                                                         | – | Nordkorea | 0:0       |
| 27. Juli 2013 um 17:15 Uhr in Seoul (Olympiastadion Seoul)    |   |           |           |
| Nordkorea                                                     | – | China     | 1:0 (1:0) |
| 27. Juli 2013 um 20:00 Uhr in Seoul (Olympiastadion Seoul)    |   |           |           |
| Südkorea                                                      | – | Japan     | 2:1 (1:0) |